# Герб Лакинска
Герб Лакинска — официальный символ муниципального образования город Ла́кинск Собинского района Владимирской области Российской Федерации.
Герб утверждён в 1999 году, повторно — в 2010 году, внесён в Государственный геральдический регистр Российской Федерации под регистрационным номером 496.

## Описание
Официальное описание:

«В рассечённом лазоревом и зелёном поле червлёный челнок в столб, украшенный золотом, переплетённый серебряной лилией на стебле и золотой ветвью хмеля с таковыми же шишками».
Герб города Лакинска может воспроизводиться со статусной короной установленного образца.

## Обоснование символики
История Лакинска неразрывно связано со старинным селом Ундол, вошедшим в черту города, где и поныне стоит Казанская церковь, построенная в XVII веке и являющаяся духовным символом города, образно отражённым в гербе серебряной лилией. Челнок показывает основанную в 1889 году прядильно-ткацкую фабрику, вокруг которой прошло становление и развитие города в XX веке. Ветка хмеля говорит о знаменитом на всю округу Лакинском пиве.
Голубой цвет — символ безупречности, возвышенных устремлений, добродетели, цвет чистого неба. Зелёный цвет — символ весны, радости, жизни, природы, здоровья. Золото — символ прочности, богатства, величия, интеллекта и прозрения. Серебро — символ чистоты, мудрости, благородства, совершенства, мира. Красный цвет отражает название города, носящего имя М. И. Лакина, погибшего во время революционных выступлений 1905 года. Красный цвет — символ стойкости, силы и красоты.
Неразрывность духовного начала, природы и разнообразной деятельности горожан аллегорически символизирует переплетённая композиция герба.
Авторская группа: идея герба — Владимир Волков (Лакинск), Константин Мочёнов (Химки); художник — Роберт Маланичев (Москва); компьютерный дизайн — Оксана Афанасьева (Москва).

## История
Геральдистом-энтузиастом С.А. Акатовым выпускался сувенирный значок с гербом Лакинска (авторская датировка проекта — 1980 год; реализация в виде значка — конец 1990-х — начало 2000-х годов). Этот вариант эмблемы не использовался и не утверждался официально.
Решением Лакинского Городского Совета Депутатов № 46/5 от 18 мая 1999 года был утверждён первый вариант герба Лакинска со следующим описанием: «В рассечённом лазоревым (голубым, синим) и зелёным поле червлёный (красный) челнок в столб, украшенный золотом, переплетённый серебряной лилией на стебле и золотой ветвью хмеля с таковыми же шишками». Герб разработан при содействии Союза геральдистов России и внесён в Государственный геральдический регистр Российской Федерации под № 496.
Решением Совета народных депутатов города Лакинска № 47/9 от 19 июля 2010 года был утверждён ныне действующий герб города. Рисунок герба не менялся, были внесены некоторые изменения в описание герба и его символики, регистрационный номер герба Лакинска в Государственном геральдическом регистре остался прежним. 